# Next Stop Sovjet
Next Stop Sovjet var en politisk og kulturel bevægelse, som fulgte oven på Next Stop Nevada, og som kulminerede i september 1989, hvor ca. 3.500 unge skandinaver besøgte Sovjetunionen i fire uger . Fra Danmark afgik 30 skibe.
Hvor Nevada-kampagnen stort set udelukkende handlede om stop for atomprøvesprængninger, var Next Stop Sovjet i langt højere grad et forsøg på at skabe en helt ny form for politisk bevægelse, hvor nedrustning og fred kunne opnås ved at nedbryde af indgroede fjendebilleder gennem samkvem mellem Øst og Vest, konkret mellem Sovjetunionen og Skandinavien, især Danmark. Bevægelsens medvind affødte blandt en række af de bærende kræfter tanken om, at man kunne nedlægge de "gamle" ungdomsorganisationer på venstrefløjen (DKU, SFU m.fl.) og samle kræfterne i Next Stop, hvor der var tusindvis af unge, som netop ikke tilhørte nogen organisation.
Projektet bestod dels af en masse enkeltprojekter inden for kultur, kunst, idræt og uddannelse, hvor unge fra Norden fandt partnere forskellige steder i Sovjetunionen, dels af enkelte samlende arrangementer: En satellittransmitteret simultankoncert i Moskva og København, et kultursærtog gennem flere sovjetrepublikker og en tredages festival i Gorkij Parken i Moskva. Bl.a. opnåede bandet Sort Sol, som var med på kultursærtoget, at blive uønsket i Sovjetunionen efter at have optrådt med spiritus på scenen og i det hele taget ikke passede til normen i de centralasiatiske sovjetrepublikker, hvor man aldrig havde haft rockkoncerter før.
En del af Next Stop Sovjet var Next Stop Foto eller Fotogruppen Mir som de kaldte sig selv. Gruppen bestod af en række unge fotografer som fulgte de forskellige projekter. Nogle af disse fotos blev til 30 års jubilæet i 2019 gjort online tilgængelige af fotografen Bjarke Alling.
I sporene fra Next Stop-bevægelsen opstod forskellige firmaer, blandt andet et rejseselskab og Next Stops oprindelige kampagnecafé, Rust. Caféen blev åbnet i juli 1989 og blev opkaldt efter den unge tysker Mathias Rust, som i 1987 landede en sportsflyver på Den Røde Plads i Moskva. Efter Next Stop-folkenes opfattelse, havde tyskeren udfordret det tunge sovjetsystem, og det ville de også. Café Rust (som nu bare hedder Rust) blev ovenpå kampagneforløbet overtaget af en gruppe Next Stop-aktivister som videreførte cafeen som bar og spillested.

## Bøger
- Knudsen, Jørgen: I Sovjet - på rejse med Next Stop, Tiderne Skifter, 1989. ISBN 87-7445-388-2.